# Pierre-Étienne Despatys de Courteille
Pour les articles homonymes, voir Courteille.
Pierre-Étienne Despatys de Courteille est un député du Tiers état des bailliages de Melun et Moret-sur-Loing aux États généraux de 1789, né en 1753 à Clamecy (Nièvre) et décédé le 19 décembre 1841 à Melun (Seine-et-Marne).

## Biographie
Issu de la bourgeoisie de robe et né dans la Nièvre, Pierre-Étienne Despatys de Courteille commence sa carrière comme avocat.
Conseiller au bailliage d'Auxerre en 1779, il obtient en 1785 la charge de lieutenant général criminel au bailliage de Melun.
Élu député aux États Généraux dès le premier tour de scrutin, il est très estimé pour ses compétences dans le travail des commissions de l'Assemblée.
Après une éclipse sous la Convention, une longue carrière s'ouvre pour lui à Melun et à Paris, jusqu'à la Restauration : carrière dans la magistrature civile et criminelle d'une part, carrière politique d'autre part.
Quel que soit le régime, elle se poursuit jusqu'à la Monarchie de Juillet : il est élu député en 1816, 1827 et 1830.
En 1831, il prend sa retraite de député de Seine-et-Marne, mais reste jusqu'à sa mort président du tribunal civil de Melun.
Il se marie le 19 septembre 1797 avec  Nicole-Claudine Pageaut de Lissy, fille d’un châtelain des environs de Melun.  Trois fils naissent de cette union : Prosper, Albert, et 
Antoine-Nicolas-Octave. Ce dernier  sera magistrat comme son père :  juge et vice-président au tribunal de Melun.

## Pour approfondir